# Ewald Lienen
Ewald Lienen är en tysk fotbollsspelare och tränare, född 1953
Ewald Lienen blev känd som mittfältare med politiska åsikter i Bundesliga under 1970-talet. Lienen råkade ut för ett av de mest makabra skadorna i fotbollens historia när hans lår slets upp av en motståndares dobbar. Efter den aktiva karriären har Lienen verkat som tränare.

## Meriter
- UEFA-cupmästare 1979
- 1 B-landskamp för Västtyskland